# Chikila gaiduwani
Chikila gaiduwani é uma espécie de anfíbio anuro da família Chikilidae. Está presente na Índia. A UICN classificou-a como deficiente de dados.